# Nőtincs, Nógrád
Nőtincs  este un sat în districtul Rétság, județul Nógrád, Ungaria, având o populație de 1.117 locuitori (2011). 

## Demografie
Componența etnică a satului Nőtincs
     Maghiari (97,5%)
     Romi (1,02%)
     Necunoscut (0,28%)
     Alții (1,2%)
Componența confesională a satului Nőtincs
     Romano-catolici (66,43%)
     Fără religie (6%)
     Reformați (3,4%)
     Luterani (3,13%)
     Greco-catolici (1,25%)
     Necunoscută (18,98%)
     Alte religii (1,52%)
Conform recensământului din 2011, satul Nőtincs avea 1.117 locuitori. Din punct de vedere etnic, majoritatea locuitorilor (97,5%) erau maghiari, cu o minoritate de romi (1,02%). Apartenența etnică nu este cunoscută în cazul a 0,28% din locuitori.  Din punct de vedere confesional, majoritatea locuitorilor (66,43%) erau romano-catolici, existând și minorități de persoane fără religie (6,0%), reformați (3,4%), luterani (3,13%) și greco-catolici (1,25%). Pentru 18,98% din locuitori nu este cunoscută apartenența confesională.